# Ayam Taliwang

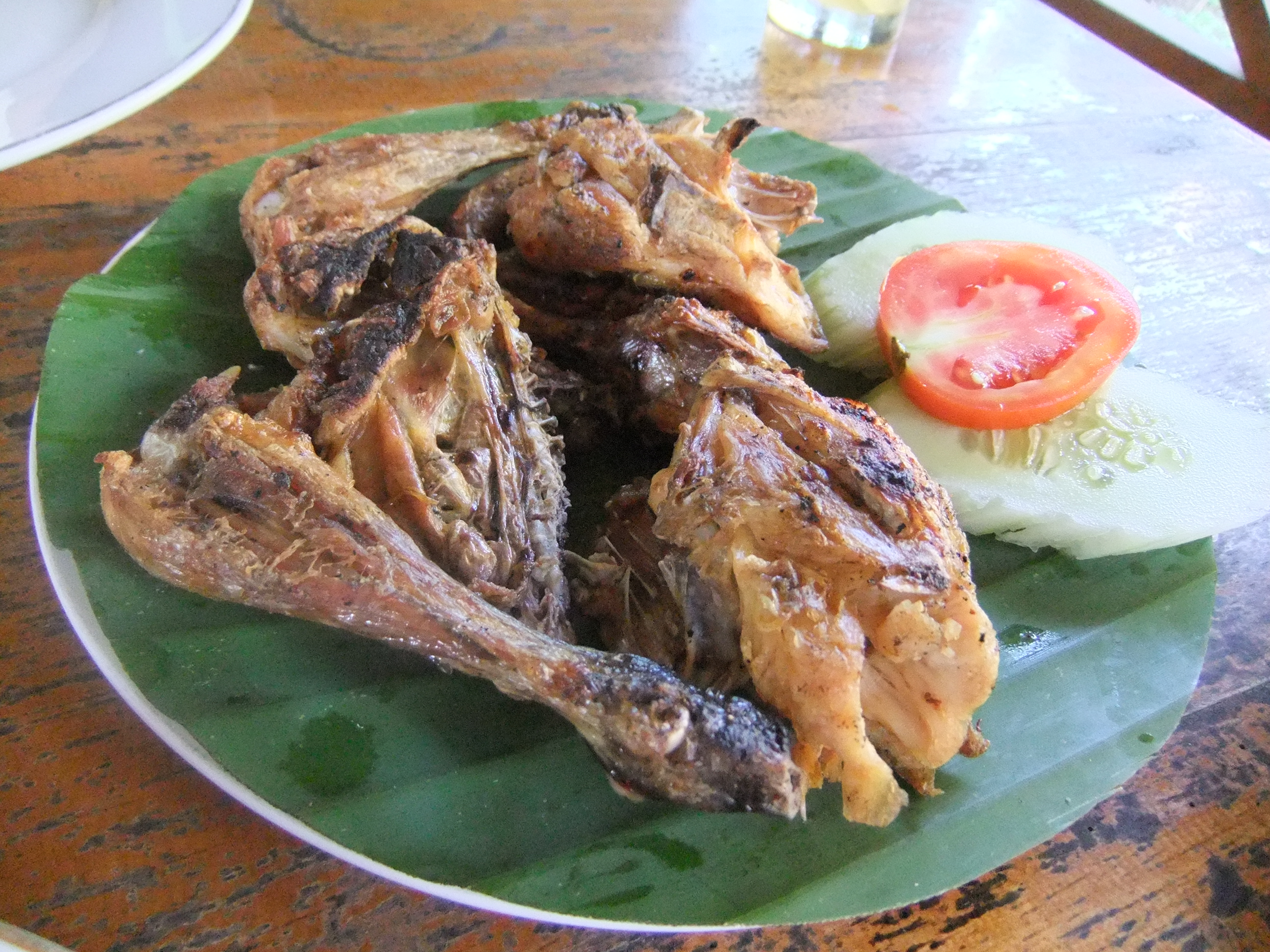
Ayam Taliwang en Lombok.

Ayam Taliwang es un platillo de pollo grillado adobado con especias de Lombok, Indonesia.

## Historia
Si bien se dice que Ayam Taliwang es un platillo predilecto de la nobleza Sasak, Abdul Hamid sostiene que inventó el platillo en 1970.  Su denominación hace referencia a Karang Taliwang en la ciudad de Mataram, la capital de Lombok.
Ayam Taliwang es uno de los platillos más característicos de Lombok. 
Al igual que su nombre, Ayam Taliwang es originario de Karang Taliwang, Lombok.

## Preparación
Ayam Taliwang se prepara con un pollo, el cual es trozado y eviscerado  antes de grillarlo. Una vez que se lo ha asado por unos 25 min, se lo quita de la parrilla y es ablandado con un mazo. Luego se le sumerge en aceite de cocina; luego de un breve tiempo en el aceite, se lo coloca en una salsa picante a base de ajo, pimiento picante, y pasta de camarón. Luego es freído o grillado hasta que quede a punto.

## Presentation
Por su aspecto exterior el Ayam Taliwang se asemeja a un pollo frito o asado, con una cubierta de sambal. Su sabor es dulce y picante, con trazas de la pasta de camarón. Se le puede servir acompañado por espinaca de agua (pelecing) y berenjena (beberuk) adobados con salsa picante.

## Variaciones
El sabor del Taliwang ha sido adaptado para noodles instantáneos.